# Alksnupis (přítok Šešuvisu)
Alksnupis je potok v západní Litvě, v Žemaitsku, v okrese Tauragė, levý přítok Šešuvisu. Pramení v Sakalinė v lese Sakalinės miškas, 9 km na jihovýchod od krajského města Tauragė. Klikatí se v celkovém směru západoseverozápadním. Do Šešuvisu se vlévá ve vsi Milaičiai, jako jeho levý přítok 14 km před jeho ústím do Jūry. 